# Gilda
Gilda (bra: Gilda) é um filme estadunidense de 1946, do gênero drama noir dirigido por Charles Vidor, estrelando Rita Hayworth e Glenn Ford nos papeis principais. Seu roteiro escrito por Marion Parsonnet e Jo Eisinger é baseado em uma história de E.A. Ellington.

## Sinopse
Johnny Farrell é um trapaceiro em jogos de cartas que tem sua vida salva por Ballin Mundson, dono de um famoso clube noturno em Buenos Aires que oculta um cassino, atividade proibida na Argentina da época, e Johnny é promovido a gerente. A amizade entre os dois, baseada na total falta de escrúpulos, é abalada quando Mundson regressa de viagem casado com Gilda, com quem Johnny teve um caso no passado. É quando o antigo amor existente entre os dois é reascendido.

## Produção
De acordo com uma notícia publicada em março 1945 pelo Los Angeles Herald-Examiner, Edmund Goulding havia sido inicialmente escalado para dirigir este filme. Gilda foi o primeiro papel dramático vivido por Rita Hayworth no cinema, e um divisor de águas em sua carreira, já que a marcou para sempre como uma "mulher fatal". 
De acordo com o The New York Times, seu desempenho foi tão impressionante que os cientistas atômicos no atol de Bikini batizaram uma bomba atômica com o nome de "Gilda" e pintaram uma imagem de Hayworth nela. Segundo o mesmo jornal, Robert Schiffer foi o responsável pela criação da maquiagem usada por ela no filme.
A produtora Virginia Van Upp desenvolveu a história de Gilda especialmente para Hayworth. Este filme marcou o retorno de Glenn Ford ao cinema depois de uma ausência de quatro anos devido ao seu alistamento no serviço militar. O filme também marcou a estréia na tela de Argentina Brunetti (1907-2005).
De acordo com uma notícia publicada em setembro de 1945 pelo The New York Times, "Gilda" foi originalmente escrito como uma história de gangster americano, mas acabou tendo Buenos Aires como cenário por causa da oposição do Breen Office. O filme provocou motins no Rio de Janeiro por causa do preço dos ingressos inflacionados, segundo informou o The Hollywood Reporter. Em abril de 1946, Charles Vidor processou a Columbia Pictures por ter encerrado seu contrato após a conclusão do filme. O estúdio considerou fazer uma refilmagem de "Gilda" em 1975.

## Elenco

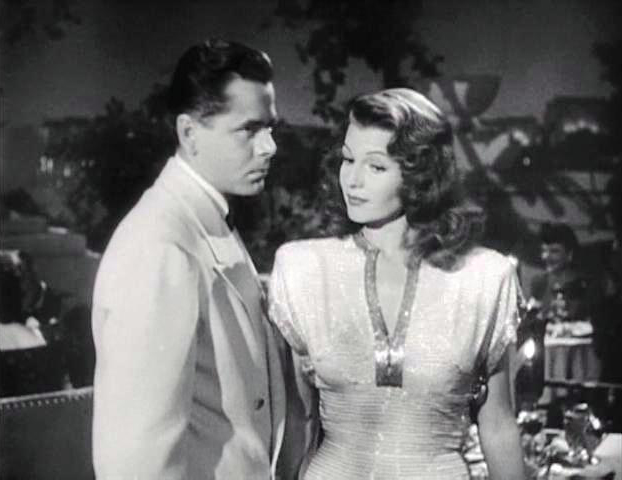
Glenn Ford e Rita Hayworth

| Ator/Atriz      | Personagem               |
| --------------- | ------------------------ |
| Rita Hayworth   | Gilda Farrell            |
| Glenn Ford      | Johnny Farrell           |
| George Macready | Ballin Mundson           |
| Joseph Calleia  | Detetive Maurice Obregon |
| Steven Geray    | Tio Pio                  |
| Joe Sawyer      | Casey                    |
| Gerald Mohr     | Capitão Delgado          |
| Robert E. Scott | Gabe Evans               |
| Donald Douglas  | Thomas Langford          |

## Trilha sonora
- Amado Mio (Doris Fisher e Allan Roberts) -  Cantada por Rita Hayworth (dublada por Anita Ellis).
- Put the Blame on Mame (Doris Fisher e Allan Roberts) - Cantada por Rita Hayworth (dublada por Anita Ellis).